# Ginesta fina
La ginesta fina (Genista valentina subsp. valentina) és una espècie pertanyent a la família de les fabàcies.

## Descripció
Arbust nanofaneròfit molt ramificat des de la base. Les fulles superiors de les branques floríferes són assentades i alternes, de fins a 1 mm d'amplària, amb forma el·líptica. Desenvolupa flors solitàries a l'axil·la d'una bràctea que té aspecte paregut a les fulles. Les flors són de color groc intens, amb el dors de l'estendard glabre o bé pilós al terç inferior.

## Hàbitat
Es pot trobar aquesta espècie creixent a coscollar i brolles seques. Li agrada els sòls bàsics entre els 100 i els 800 m. d'altura.

## Distribució
S'estén pel País Valencià (províncies d'Alacant i València) i per Albacete.